# Siegfried Obermeier
Siegfried Obermeier (* 21. Januar 1936 in München; † 21. Januar 2011 in Oberschleißheim bei München) war ein deutscher Sachbuch- und Romanautor.

## Leben
Er arbeitete als Redakteur und schrieb für Rundfunk, Zeitungen und Zeitschriften. Seine sorgfältig recherchierten historischen Romane wurden in viele Sprachen übersetzt. Er war Träger der Littera-Medaille. Zuletzt lebte er als freier Schriftsteller in Oberschleißheim, wo er an seinem 75. Geburtstag starb.

## Werke

### Sachbücher
- Lago Maggiore, Luganer See, Comer See, München 1972 (Prestel Landschaftsbücher)
- Katia Mann, Meine ungeschriebenen Memoiren, Frankfurt 1974
- Münchens Goldene Jahre, 1976
- Walther von der Vogelweide. Der Spielmann des Reiches, 1980
- Richard Löwenherz. König, Ritter, Abenteurer, 1982
- Starb Jesus in Kaschmir? Das Geheimnis seines Lebens und Wirkens in Indien, 1983
- als Herausgeber: Das geheime Tagebuch König Ludwig II, 1986
- Die Muse von Rom, Angelika Kauffmann und ihre Zeit, 1987
- Ludwig der Bayer. Herzog und Kaiser, 1989
- Magie und Geheimnis der alten Religionen, 1993
- Die unheiligen Väter. Gottes Stellvertreter zwischen Machtgier und Frömmigkeit. Geschichte der Päpste, 1995
- Verlorene Kindheit. Erinnerungen aus der Kriegszeit, 2006
- Eine kurze Geschichte des Monotheismus, 2008

### Belletristik
- Kreuz und Adler – Das zweite Leben des Judas Ischariot, 1978
- Die roten Handschuhe, 1984
- München leuchtet übers Jahr. Ein bayrischer Roman, 1985
- Mein Kaiser, mein Herr. Ein Roman aus der Zeit Karls des Großen, 1986
- ..und baute ihr einen Tempel. Roman um Ramses II, 1987
- Im Schatten des Feuerbergs. Der Roman Siziliens, 1989
- Caligula. Der grausame Gott, 1990
- Würd' ich mein Herz der Liebe weihn... Wolfgang Amadeus, 1991
- Torquemada. Der Grossinquisitor - Symbol für Angst und Schrecken, 1992
- Im Zeichen der Lilie, 1994
- Kleopatra. Im Zeichen der Schlange. Ein historischer Roman., 1996
- Die Hexenwaage. Ein Kriminalroman aus dem 17. Jahrhundert., 1997
- Die schwarze Lucretia. Historischer Kriminalroman, 1998
- Echnaton. Im Zeichen der Sonne, 1998
- Don Juan. Der Mann, den die Frauen liebten, 2000
- Sappho, 2001
- Messalina. Die lasterhafte Kaiserin, 2002
- Kreuz und Adler. Die Geschichte des Judas, 2002
- Salomo und die Königin von Saba, 2004
- Um Liebe und Tod. Das lasterhafte Leben des François Villon, 2005
- Das Spiel der Kurtisanen, 2008
- Der Narr und die Hexe: Ein Agnes-Bernauer-Roman, 2010
- Bianca Lancia - Die Buhle des Kaisers, 2011